# Linia kolejowa nr 199
Linia kolejowa nr 199 – magistralna, jednotorowa zelektryfikowana linia kolejowa o znaczeniu strategicznym, łącząca stację Rudziniec Gliwicki ze stacją Kędzierzyn Koźle. 

## Historia
Linię kolejową otwarto we wrześniu 1975 roku już zelektryfikowaną, jako trzeci tor linii kolejowej nr 137.
Przed 2010 roku linię czasowo zdeelektryfikowano i zamknięto. W 2019 roku w ramach prowadzonych prac rozebrano most na Kanale Kędzierzyńskim i rozpoczęto budowę nowego mostu. 18 kwietnia 2020 roku przywrócono ruch towarowy na linii po oddaniu do użytku mostu kolejowego na Kanale Kędzierzyńskim. Linia została zmodernizowana i ponownie zelektryfikowana.